# Lego Star Wars: Upadek Imperium
Lego Star Wars: Upadek Imperium (ang. Lego Star Wars: The Empire Strikes Out) – amerykański film animowany wykonany za pomocą trójwymiarowej animacji komputerowej, nawiązujący swą stylistyką do klocków Lego. Wyprodukowany przez Lucasfilm Television i Threshold Animation Studios.
Jego światowa premiera miała miejsce 26 września 2012 roku na amerykańskim Cartoon Network, natomiast w Polsce odbyła się w Kinie Cartoon Network 27 października 2012 roku o godz. 18:10 na antenie Cartoon Network.

## Fabuła
Bohaterowie przymierza rebeliantów, a wśród nich dzielny Luke Skywalker, zawadiacki Han Solo i konsekwentna Księżniczka Leia nie mają czasu na świętowanie zwycięstwa nad Imperium, jako że zbliża się kolejne zagrożenie. Jako adept Jedi, Luke ma do wykonania nowe zadanie. Szybko jednak odkrywa, że status gwiazdy jest jak obosieczny miecz świetlny, ciągle bowiem otaczają go szaleni fani. To wyjątkowo dużo jak na tajną misję. Tymczasem Darth Vader i Darth Maul wpadają w zabawną pułapkę rywalizacji o aprobatę Imperatora.

## Wersja oryginalna
- Anthony Daniels jako C-3PO
- Matt Sloan jako Darth Vader
- Ahmed Best jako Jar Jar Binks
- Brian Blessed jako Boss Nass
- Andrew Secombe jako Watto
- Sam Witwer jako Darth Maul
- Julian Glover jako generał Maximilian Veers
- Kenneth Colley jako admirał Firmus Piett

## Wersja polska
Opracowanie wersji polskiej: Studio Sonica

Dialogi polskie: Piotr Skodowski

Reżyseria: Miriam Aleksandrowicz

Dźwięk i montaż: Agnieszka Stankowska

Organizacja produkcji: Agnieszka Kudelska

Wystąpili:
- Dorota Furtak –
  - Księżniczka Leia,
  - Dziewczyna
- Wojciech Szymański – Han Solo
- Przemysław Stippa – Luke Skywalker
- Grzegorz Wons –
  - C-3PO,
  - Palpatine
- Artur Dziurman – Darth Vader
- Paweł Ciołkosz – 
  - Darth Maul,
  - George Lucas
- Jerzy Dominik – Szturmowcy
- Michał Głowacki –
  - Wartownik,
  - Rebelianci,
  - Buntownicy
  - Strażnik Imperium,
  - Jawa,
  - Oficer
- Bartłomiej Chowaniec –
  - Generał Piett,
  - Generał Imperium,
  - Oficer,
  - Atat
- Paweł Szczesny –
  - Admirel Ozzel,
  - Boss Nass
- Mieczysław Morański –
  - Jar Jar,
  - Generał Veers
- Agnieszka Kudelska – Dziewczyna
- Małgorzata Szymańska – Dziewczyna
- Jan Aleksandrowicz-Krasko –
  - Bib Fortuna,
  - Watto
- Mariusz Czajka – Yoda
- Wojciech Paszkowski
- Krystyna Kozanecka

i inni